# Есра Билгич
Есра Билгич (тур. Esra Bilgiç; Анкара, 14. октобар 1992) је турска филмска и телевизијска глумица и модел.

## Каријера

### 2014-2018:Ертугрул
Прва улога Есре Билгич била је улога Халиме Хатун у успешној серији Ертугрул, која је емитована 5 сезона између 2014-2019. године, преузела је главну улогу у серији са именима као што су Енгин Алтан Дузјатан и Хулја Дарџан. Глумица је стекла базу обожавалаца из многих земаља света играјући лик Халиме у серији током 4 сезоне.

### 2018-2021:Довољна је надаиРамо
Након серије Ертугрул, играла је улогу Дерје Акар у серији Довољна је нада која је рано доживела финале. После једногодишње паузе, играла је лик Сибел Каје у серији Рамо која се емитовала између 2020-2021. године.

## Приватни живот
Есра Билгич 2014. године започела је везу са турским фудбалером Гокханом Торе, након чега су 2017. године ступили у брак. Пар се 2019. године развео. Есра има млађег брата.

## Филмографија[6]
| година    | назив            | улога               | канал   |
| --------- | ---------------- | ------------------- | ------- |
| 2014-2018 | Ертугрул         | Халиме Хатун        | TRT 1   |
| 2018      | Довољна је нада  | Дерја Акар          | Kanal D |
| 2020-2021 | Рамо             | Сибел Каја/Јилдирим | Show TV |
| 2021-     | Земља без закона | Гулфем Пашазаде     | Fox     |

| година | назив               | улога          |
| ------ | ------------------- | -------------- |
| 2020   | Adanış Kutsal Kavga | Џемре Хазнедар |

## Награде и номинације
- Награда за друштвену свест: најбоља глумица у ТВ серији (освојена)[7]
- Анадолу Медија Награда: глумица године у ТВ серији (освојена)[8]
- Турска Омладинска Награда: најбоља женска глумица у ТВ серији (номинована)